# Puputanmonument
Het Puputanmonument is een gedenkmonument in Semarapura op het Indonesische eiland Bali, ter herdenking aan de puputan van Klungkung die plaatsvond op 28 april 1908 aan het eind van de Nederlandse expeditie naar Bali.
Het monument symboliseert de hindoeïstische linga en yoni. De datum 4-8-08 van de puputan komt terug in het monument: het is 28 meter hoog, met 4 deuren en 8 traptreden. Binnen het monument bevindt zich een expositieruimte met diorama's die de geschiedenis en vrijheidsstrijd van het vorstendom van Klungkung vertellen. In het midden bevinden zich beelden van onder andere Ida I Dewa Agung Jambe, de vorst die omkwam bij de strijd.